# Expats
Expats è una miniserie televisiva statunitense ideata da Lulu Wang, basata sul romanzo Expats - La vita delle altre (2016) di Janice Y. K. Lee.

## Trama
Ambientata a Hong Kong, la trama ruota attorno alla improvvisa scomparsa del figlio più piccolo di Margaret, durante una passeggiata al mercato serale. La storia di tre donne americane, i loro affetti, le storie d'amore e gli inganni si svolgono sullo sfondo delle proteste che ci furono nel 2014 a Hong Kong.
Margaret è afflitta da un opprimente senso di colpevolezza, mentre la sua amica, Hillary, è presa dal suo matrimonio che sta per finire.
 Allo stesso tempo, Mercy, che Margaret ha conosciuto casualmente, coreana emigrata da New York e giovane laureata alla Columbia University, si trova a dover affrontare una serie di scelte molto difficili. Si innesca così una catena di eventi che influiscono sulla vita dei protagonisti, i quali saranno costretti a confrontarsi tra sensi di colpa e responsabilità.

## Puntate
| nº | Titolo originale | Titolo italiano | Pubblicazione    |
| -- | ---------------- | --------------- | ---------------- |
| 1  | The Peak         | Peak            | 26 gennaio 2024  |
| 2  | Mongkok          | Mongkok         | 26 gennaio 2024  |
| 3  | Mid-Levels       | Mid-Levels      | 2 febbraio 2024  |
| 4  | Mainland         | Terraferma      | 9 febbraio 2024  |
| 5  | Central          | Central         | 16 febbraio 2024 |
| 6  | Home             | Casa            | 23 febbraio 2024 |

## Produzione
Nicole Kidman, dopo aver letto il libro, ne acquisì i diritti tramite la sua casa di produzione Blossom Films.

## Distribuzione
I primi due episodi sono andati in onda il 26 gennaio 2024 su Prime Video. La serie non è disponibile a Hong Kong.